# Episodi di Le strade di San Francisco (terza stagione)
La terza stagione della serie televisiva Le strade di San Francisco è stata trasmessa negli Stati Uniti per la prima volta dall'emittente ABC dal 12 settembre 1974 al 13 marzo 1975 per un totale di 23 episodi.
In Italia la stagione non ha avuto una vera e propria programmazione, in quanto gli episodi, mischiati a quelli della prima stagione, sono andati in onda in prima visione da Rai 2 dal 1° maggio 1980 (all'epoca Rai 2 si chiamava Rete 2) al 16 gennaio 1986.
Alcune guest-star hanno partecipato alla stagione: tra queste, Dean Stockwell, Brenda Vaccaro, Leslie Nielsen.
| nº | Titolo originale                 | Titolo italiano           | Prima TV USA      | Prima TV Italia |
| -- | -------------------------------- | ------------------------- | ----------------- | --------------- |
| 1  | One Last Shot                    | Un ultimo sparo           | 12 settembre 1974 | 15 gennaio 1986 |
| 2  | The Most Deadly Species          | Un flirt per Steve        | 19 settembre 1974 | 1º maggio 1980  |
| 3  | Target: Red                      | Bersaglio rosso           | 26 settembre 1974 | 16 gennaio 1986 |
| 4  | Mask of Death                    | Maschera di morte         | 3 ottobre 1974    | 4 maggio 1984   |
| 5  | I Ain't Marchin' Anymore         | La guerra è finita        | 10 ottobre 1974   | 12 aprile 1984  |
| 6  | One Chance to Live               | Una possibilità di vivere | 17 ottobre 1974   | 18 aprile 1984  |
| 7  | Jacob's Boy                      | Il ragazzo di Jacob       | 24 ottobre 1974   | 20 aprile 1984  |
| 8  | Flags of Terror                  | Per bandiera il terrore   | 31 ottobre 1974   | 19 aprile 1984  |
| 9  | Cry Help!                        | Grida d'aiuto             | 7 novembre 1974   | 8 maggio 1984   |
| 10 | For Good or Evil                 | Nel bene o nel male       | 14 novembre 1974  | 5 maggio 1984   |
| 11 | Bird of Prey                     | Uccello da preda          | 21 novembre 1974  | 14 aprile 1984  |
| 12 | License to Kill                  | Licenza di uccidere       | 5 dicembre 1974   | 24 aprile 1984  |
| 13 | The Twenty-Five Caliber Plague   | Flagello calibro 25       | 12 dicembre 1974  | 17 aprile 1984  |
| 14 | Mister Nobody                    | Un vero amico             | 19 dicembre 1974  | 25 aprile 1984  |
| 15 | False Witness                    | Un falso testimone        | 9 gennaio 1975    | 26 aprile 1984  |
| 16 | Letters from the Grave           | Lettere dall'aldilà       | 16 gennaio 1975   | 30 aprile 1984  |
| 17 | Endgame                          | Gioco pericoloso          | 23 gennaio 1975   | 16 aprile 1984  |
| 18 | Ten Dollar Murder                | Un omicidio da 10 dollari | 30 gennaio 1975   | 1º maggio 1984  |
| 19 | The Programming of Charlie Blake | Tutto programmato         | 6 febbraio 1975   | 2 maggio 1984   |
| 20 | River of Fear                    | Ondate di terrore         | 13 febbraio 1975  | 23 aprile 1984  |
| 21 | Asylum                           | Effetti pericolosi        | 20 febbraio 1975  | 3 maggio 1984   |
| 22 | Labyrinth                        | Labirinto                 | 27 febbraio 1975  | 27 aprile 1984  |
| 23 | Solitaire                        | Il solitario              | 13 marzo 1975     | 13 aprile 1984  |

## Un ultimo sparo
- Titolo originale: One Last Shot
- Diretto da: William Hale
- Scritto da: Jack B. Sowards